# Kokorów Stary
Kokorów Stary (ukr. Старий Кокорів) – wieś na Ukrainie, w obwodzie tarnopolskim, w rejonie krzemienieckim.
Przynależność administracyjna przed 1939 r.: gmina Bereźce, powiat krzemieniecki, województwo wołyńskie.